# Malika
Malika je ženské křestní jméno. Ženská podoba mužského jména Malik. Původ může mít v arabském a svahilském jazyce, což znamená královna. Kdežto v indických jazycích znamená květina.

## Známé nositelky
- Malika Haqq, americká herečka
- Malika al-Fassi, marocká spisovatelka
- Malika Amar Sheikh, Marathi-indická spisovatelka
- Malika Ayane, italská zpěvačka
- Malika Benarab-Attou, francouzská politička
- Malika de la Flor, Peruanská návrhářka
- Malika El Aroud, marocká internetová islamistka žijící v Belgii
- Malika Kalontarova, americká tanečnice
- Malika Ménard, Miss Francie 2010
- Malika Mokkeddem, alžírská spisovatelka
- Malika Oufkir, marocká spisovatelka
- Malika Pukhraj, pákistánská zpěvačka
- Malika Souiri, manželka Sama Kinisona
- Malika Tahir, francouzská krsobruslařka
- Malika-e-Tarranum, zpěvačka z Britské Indie a později z Pákistánu

## Mallika
- Mallika (herečka), tamilská filmová herečka
- Mallika Chopra, indo-americká spisovatelka a obchodnice
- Mallika Dutt, indo-americká aktivistka
- Mallika Kapoor, indická herečka
- Mallika Kapur, ïndická novinářka pracující pro CNN
- Mallika Prasad, indická politička z Karnataky
- Mallika Sarabhai, gujarati-indická tanečnice a aktivistka
- Mallika Sengupta, bengalsko-indická básnířka, feministka
- Mallika Sherawat, indická herečka
- Mallika Sukumaran, indická televizní herečka